# NGTS-6
NGTS-6とは、地球から311パーセク離れた場所に存在する恒星である。1つの太陽系外惑星、NGTS-6bが周囲を公転していることが次世代トランジットサーベイ（NGTS）によって発見された。NGTS-6は金属の量が比較的豊富である。
| 太陽 | NGTS-6    |
| ---- | --------- |
| 太陽 | Exoplanet |

## 惑星系
2019年4月16日、NGTS-6の周囲を公転している太陽系外惑星、NGTS-6bが存在することを公表する論文がarXivに投稿された。NGTS-6bはトランジット法で発見された。公転周期はわずか約21.17時間であり、主星から約0.017天文単位離れた位置を公転している。NGTS-6系の年齢は96億年であり、その過程でNGTS-6bは大気の5%を失った可能性がある。
| 名称 （恒星に近い順） | 質量                 | 軌道長半径 （天文単位） | 公転周期 (日)  | 軌道離心率 | 軌道傾斜角        | 半径                 |
| --------------------- | -------------------- | ----------------------- | -------------- | ---------- | ----------------- | -------------------- |
| b                     | 1.33+0.024 −0.028 MJ | 0.016623018±1e-08       | 0.882058±1e-06 | 0          | 80.23+0.36 −0.38° | 1.271+0.197 −0.19 RJ |